# EID (Portugal)
Pour les articles homonymes, voir EID.
 (novembre 2023).
EID est l'une des principales industries de haute technologie au Portugal, avec une expérience reconnue et un solide savoir-faire[réf. nécessaire] dans les domaines de l'électronique, des communications et du génie logiciel.
Fondée en [Quand ?] par [Qui ?] à [Où ?], EID conçoit, fabrique et fournit des équipements et des systèmes de haute performance[Quoi ?], principalement pour la communauté de défense dans le monde entier.